# När jag brottades med Ernest Hemingway
När jag brottades med Ernest Hemingway (eng: Wrestling Ernest Hemingway) är en amerikansk romantisk dramafilm från 1993 i regi av Randa Haines. I huvudrollerna ses Richard Harris, Robert Duvall, Sandra Bullock, Shirley MacLaine och Piper Laurie.

## Rollista i urval
- Robert Duvall - Walter
- Richard Harris - Frank
- Shirley MacLaine - Helen Cooney
- Sandra Bullock - Elaine
- Piper Laurie - Georgia